# Otto Klauwell
Otto Adolf Klauwell (ur. 7 kwietnia 1851 w Langensalza, zm. 11 maja 1917 w Kolonii) – niemiecki kompozytor i pisarz muzyczny.

## Życiorys
Studiował na Uniwersytecie Lipskim u Carla Reineckego i Alfreda Richtera, w 1874 roku doktoryzował się na podstawie dysertacji Die historische Entwicklung des musikalische Canons. Od 1875 roku wykładał grę na fortepianie oraz historię i teorię muzyki w konserwatorium w Kolonii, od 1905 roku piastował także stanowisko zastępcy dyrektora tej uczelni.
Skomponował opery Das Mädchen vom See (wyst. Kolonia 1889) i Die heimlichen Richter (wyst. Elberfeld 1902), ponadto pisał utwory symfoniczne, kameralne, fortepianowe i pieśni. Twórczość pisarska Klauwella dotycząca muzyki ma charakter ogólny, jego prace wykorzystywane były jako podręczniki.

## Pisma
(na podstawie materiałów źródłowych).
- Musikalische Gesichtspunkte (Lipsk 1882; 2. wyd. pt. Musikalische Bekenntnisse 1892)
- Der Vortrag in der Musik (Berlin–Lipsk 1883; tłum. ang. Nowy Jork 1890)
- Die Formen der Instrumentalmusik (Lipsk–Nowy Jork 1894; 2. wyd. zrewid. 1918 red. Walter Niemann)
- Geschichte der Sonate (Kolonia-Lipsk 1899)
- L. von Beethoven und die Variationenform (Langensalza 1901)
- Theodor Gouvy (Berlin 1902)
- Studien und Erinnerungen (Langensalza 1906)
- Geschichte der Programm-Musik (Lipsk 1910)